# 30 aprile
Il 30 aprile è il 120º giorno del calendario gregoriano (il 121º negli anni bisestili). Mancano 245 giorni alla fine dell'anno.

## Eventi
- 311 – Galerio promulga l'Editto di Serdica con il quale si concede perdono e libertà di culto ai cristiani, purché essi si mostrino rispettosi delle leggi
- 313 – Battaglia di Tzirallum: Licinio sconfigge Massimino Daia, divenendo l'unico signore della parte orientale dell'Impero romano
- 1279 – Due forti terremoti danneggiano gravemente l'Appennino umbro-marchigiano e quello tosco-emiliano
- 1379 – Battaglia di Marino
- 1573 – Crolla la torre della Cattedrale di Beauvais
- 1789 – Sulla balconata della Federal Hall di Wall Street, a New York, George Washington presta giuramento, divenendo il primo presidente degli Stati Uniti
- 1799 - Il Castello Lancellotti di Lauro (Italia) viene dato alle fiamme dalle truppe francesi del generale Jean Étienne Championnet stanziate nella città di Sarno
- 1803 – Gli Stati Uniti d'America acquistano il Territorio della Louisiana dalla Francia per 15 milioni di dollari, più che raddoppiando le dimensioni della giovane nazione
- 1812 – Il Territorio di Orleans diventa il 18º Stato USA, con il nome di Louisiana
- 1815 – Guerra austro-napoletana: le truppe austriache al comando di Laval Nugent von Westmeath occupano Roma e rimettono sul trono papa Pio VII
- 1848 - Prima guerra d'indipendenza italiana, carica di Pastrengo: tre squadroni di Carabinieri Reali comandati dal maggiore Alessandro Negri di Sanfront impediscono che re Carlo Alberto cada in un'imboscata tesa da fucilieri tirolesi e con un'impetuosa carica travolgono i reparti nemici con effetto trascinatore sulle truppe del re determinando il crollo dell'intera linea austriaca
- 1863:
  - Battaglia di Camerone
  - Guerra di secessione americana, inizia la battaglia di Chancellorsville: le forze dell'Unione guidate dal general maggiore Joseph Hooker iniziano a combattere le forze confederate comandate dal generale Robert E. Lee (sconfitta dell'Unione)
- 1864 – Guerra di secessione americana, battaglia di Jenkin's Ferry: le truppe dell'Unione in ritirata, comandate dal generale Frederick Steele, respingono le forze Confederate al comando del generale Edmund Kirby Smith
- 1900 – Le Hawaii diventano un territorio degli Stati Uniti
- 1904 – Si apre l'Esposizione internazionale di St. Louis (Missouri)
- 1918 – Il Guatemala dichiara guerra alla Germania
- 1936 – Guerra d'Etiopia: Galeazzo Ciano, Ettore Muti e altri tre aviatori compiono, a bordo di un Ca.133, un raid dimostrativo su Addis Abeba ancora sotto controllo etiope; a causa della violenta reazione contraerea nemica non potranno sbarcare come pianificato, ma riusciranno comunque a toccare il campo, ripartire, volare per 45 minuti sulla città e dileguarsi illesi, dopo aver gettato volantini di propaganda e un gagliardetto della "Disperata"
- 1939 – Franklin Delano Roosevelt è il primo presidente degli Stati Uniti ad apparire in televisione
- 1941 – Seconda guerra mondiale: la Divisione "Folgore" compie il suo primo lancio di guerra: 75 parà del maggiore Zanninovich si lanciano su Cefalonia, strappandola alla locale guarnigione senza spargimento di sangue
- 1943 – Seconda guerra mondiale, Operazione Mincemeat: il sottomarino britannico HMS Seraph (P219) emerge nel Mar Mediterraneo al largo della costa spagnola, depositando un cadavere con addosso falsi piani di invasione e vestito con un'uniforme da ufficiale del controspionaggio britannico
- 1944 – Un bombardamento aereo colpisce il Teatro Municipale e il quartiere popolare Cristo, ad Alessandria, causando 239 morti
- 1945
  - Eccidio di civili a Merano a ostilità cessate da parte di soldati nazisti ancora presenti in città
  - Adolf Hitler ed Eva Braun si suicidano dopo essere stati sposati per un giorno, il grandammiraglio Karl Dönitz diventa nuovo presidente del Reich
  - Battaglia di Monte Casale a Ponti sul Mincio: è considerata l'ultima vera e propria battaglia della seconda guerra mondiale sul territorio italiano, un sanguinoso scontro combattuto da due brigate partigiane (la Brigata Italia (Vr) e la Brigata Avesani) affiancate dal IX reggimento Arditi contro una formazione di nazisti della FlaK in fuga
- 1948
  - A Bogotà (Colombia), viene fondata l'Organizzazione degli Stati americani
  - La Land Rover viene presentata alla Mostra dell'auto di Amsterdam
- 1950 - Eccidio di Celano: un gruppo di braccianti agricoli radunati in piazza viene colpito da armi da fuoco causando due morti e diversi i feriti
- 1966 - Fondazione della Chiesa di Satana a opera di Anton LaVey
- 1967 – Vengono effettuate le ultime corse della Ferrovia Mantova-Peschiera
- 1973 – Scandalo Watergate: il presidente Richard Nixon annuncia le dimissioni di alcuni consiglieri della Casa Bianca, fra cui HR Haldeman e John Ehrlichman
- 1975 – Guerra del Vietnam: le truppe nordvietnamite occupano Saigon, ponendo fine alla guerra
- 1977 – Prima marcia delle Madri di Plaza de Mayo, che reclamavano informazioni sui figli desaparecidos, scomparsi
- 1980 – Sale al trono Beatrice dei Paesi Bassi
- 1993
  - Il CERN annuncia che il World Wide Web sarà gratis per tutti
  - Durante un cambio di campo al torneo di tennis di Amburgo, Monica Seles viene accoltellata da uno squilibrato sostenitore della rivale Steffi Graf; Seles non giocherà più in tornei per più di due anni dopo l'incidente
  - Tangentopoli: la Camera dei deputati respinge quattro delle sei autorizzazioni a procedere per corruzione e ricettazione richieste dalla magistratura contro Bettino Craxi; quella stessa sera il segretario del PSI viene accolto davanti all'Hotel Raphael di Roma, dove abitava, da numerosi manifestanti che iniziano a lanciargli delle monetine per protesta[1]
- 1994 – Durante la sessione di qualifiche del Gran Premio di San Marino di Formula 1, perde la vita il pilota austriaco Roland Ratzenberger, uscito di pista ad oltre 300 km/h alla curva Villeneuve, a seguito del cedimento di una parte dell'alettone anteriore
- 1998 – La NATO si espande approvando l'ingresso di Repubblica Ceca, Ungheria e Polonia; le nazioni verranno ammesse formalmente in occasione del 50º anniversario della NATO, nell'aprile dell'anno seguente
- 1999 – La Cambogia si unisce all'Associazione delle Nazioni del Sud-est asiatico (ASEAN) portando il numero totale a dieci
- 2002 – Un referendum in Pakistan approva in maniera schiacciante il governo militare di Pervez Musharraf per altri cinque anni
- 2008 – Gianfranco Fini viene eletto presidente della Camera dei deputati del parlamento italiano
- 2009 - Attentato alla famiglia reale dei Paesi Bassi del 2009: nel corso delle celebrazioni per il Koninginnedag (Giorno della regina) ad Apeldoorn (Paesi Bassi), un'automobile piomba ad alta velocità sulla folla che sta seguendo la parata d'onore della famiglia reale e termina la sua corsa contro un monumento; muoiono otto persone (attentatore compreso) e 10 restano ferite
- 2013 - La regina Beatrice dei Paesi Bassi abdica, le succede al trono il figlio Guglielmo Alessandro dei Paesi Bassi

## Nati
Ci sono circa 1 100 voci su persone nate il 30 aprile; vedi la pagina Nati il 30 aprile per un elenco descrittivo o la categoria Nati il 30 aprile per un indice alfabetico.

## Morti
Ci sono circa 510 voci su persone morte il 30 aprile; vedi la pagina Morti il 30 aprile per un elenco descrittivo o la categoria Morti il 30 aprile per un indice alfabetico.

## Feste e ricorrenze

### Civili
Internazionali:
- Giornata internazionale del jazz

Nazionali:
- Francia - Anniversario della battaglia di Camerone (Legione straniera francese)
- Messico – El Día Del Niño, Giornata dell'infanzia
- Repubblica Democratica del Congo – Giornata dell'insegnamento
- Scandinavia – Notte di Valpurga, arrivo della primavera
- Svezia – Compleanno del re Carlo XVI Gustavo e giorno della bandiera
- Vietnam – Giorno della liberazione

### Religiose
Cristianesimo:
- San Pio V, papa
- Sant'Adiutore di Vernon, monaco
- Santi Amatore, Pietro e Ludovico di Cordova, martiri
- Sant'Augulo di Viviers, vescovo
- Santi Diodoro e Rodopiano, martiri
- San Donato di Eurea, vescovo
- Sant'Earconvaldo di Londra, vescovo
- Sant'Eutropio di Saintes, vescovo
- San Forannan di Waulsort, abate
- San Giuseppe Benedetto Cottolengo, sacerdote
- San Giuseppe Tuan, sacerdote domenicano e martire
- San Gualfardo di Verona, religioso camaldolese
- San Guglielmo Southerne, martire
- San Lorenzo di Novara, vescovo e martire
- Santa Maria dell'Incarnazione Guyart, vedova e fondatrice delle Orsoline dell'unione canadese
- San Mariano d'Acerenza, religioso
- San Mercuriale di Forlì, vescovo
- San Pomponio di Napoli, vescovo
- San Quirino di Neuss, martire
- Santa Sofia di Fermo, vergine e martire
- San Ventura di Spello
- Beato Benedetto da Urbino (Marco Passionei), sacerdote cappuccino
- Beato Domenico Plani, sacerdote e martire
- Beata Ildegarda, regina
- Beati Luigi Puell e 69 compagni, martiri mercedari
- Beata Pauline von Mallinckrodt, fondatrice delle Suore della carità cristiana
- Beato Pietro Levita, diacono
- Beata Rosamunda

Druidismo:
- Vigilia di Beltane

Zoroastrismo:
- Maidyozarem Gahanbar, festa di mezza estate e anniversario della creazione del cielo da parte di Ahura Mazdā (calendario irani/fasli)

Religione romana antica e moderna:
- Ludi Florali, terzo giorno

Vudù:
- Mangé-les-mortes, celebrazione in onore degli antenati

Santeria:
- Festa di Oshun, Dea della bellezza e dell'amore e patrona dei fiumi